# Stångehuvuds naturreservat
Stångehuvud är ett naturreservat i Lysekils socken och kommun i Bohuslän. Det ligger längst ut på Stångenäset och gränsar till tätorten Lysekil. 
Naturreservatet är känt för den röda bohusgraniten. Graniten bildades för cirka 920 miljoner år sedan och klippornas runda former uppkom när inlandsisen smälte. Under den senare hälften av 1800-talet var Stångehuvuds granit mycket eftersökt av stenbrytningsföretag och verksamheten pågick i närmare 50 års tid. 
1925 donerades marken till Kungliga vetenskapsakademien av Calla Curman. Stångehuvud klassades som naturreservat 1982.  
Längst ut på Stångehuvud fanns länge en fotogendriven fyr, som 1917 byttes ut mot en AGA-fyr. Den stängdes av 1940. Fyrhuset i trä finns kvar och ägs av Vikarvet. Fyren fick 2014 belysning tack vare Curmanska stiftelsen. 

## Bilder

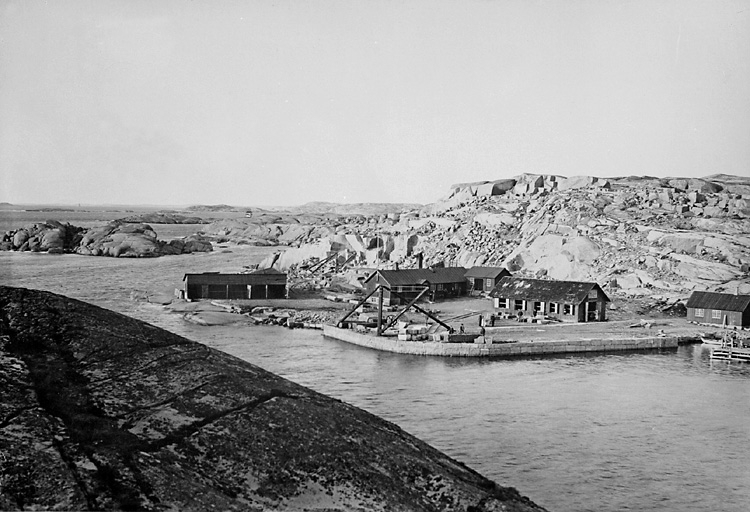
Stenhuggeri Husebergs pall cirka 1900. Fyrhuset är synligt på samma plats som 2017.
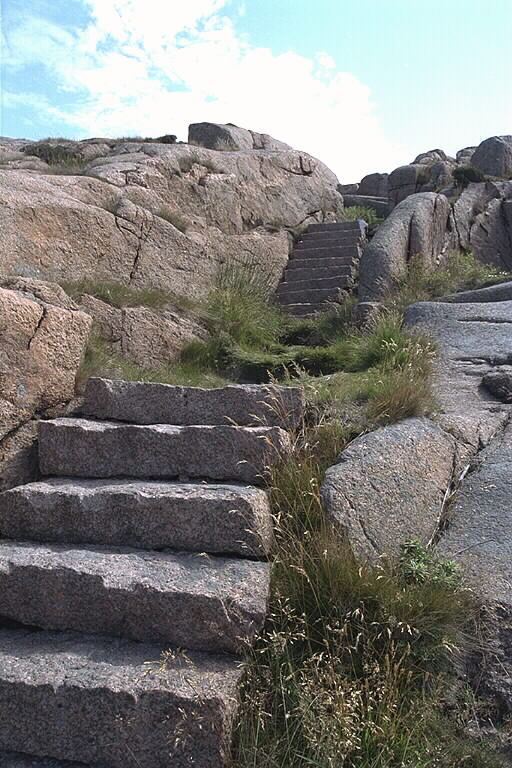
Stentrappa. Del av gamla stenbrotten.
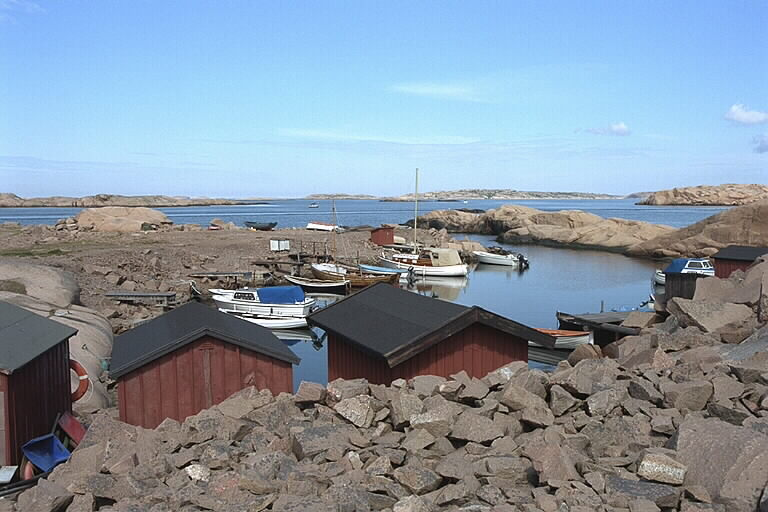
Stora Munkeviken.
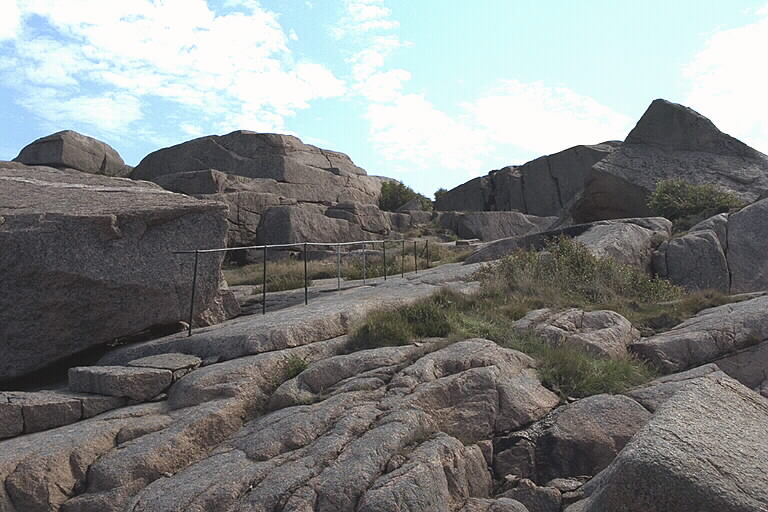
Del av gamla stenbrotten.
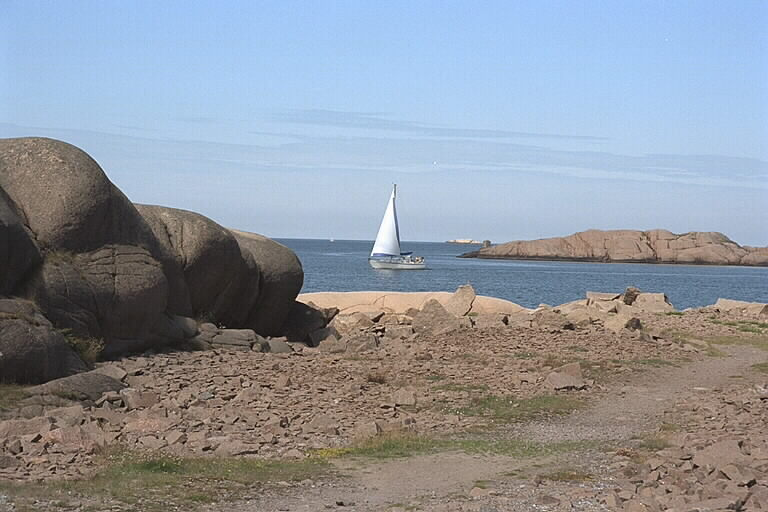
Lilla Munkeviken. Del av gamla stenbrotten.